# Pattamundai
Pattamundai is een stad en “notified area” in het district Kendrapara van de Indiase staat Odisha. 

## Demografie
Volgens de Indiase volkstelling van 2001 wonen er 32.724 mensen in Pattamundai, waarvan 51% mannelijk en 49% vrouwelijk is. De plaats heeft een alfabetiseringsgraad van 71%. 